# 장성경찰서
장성경찰서(長城警察署, Jangsung Police Station)는 전라남도경찰청이 관할하는 경찰서 중 하나이다. 전라남도 장성군 장성읍 영천로 164(영천리 1022-2에 위치하고 있다.
서장은 총경으로 보한다.

## 기본 정보
- 주소: 전라남도 장성군 장성읍 영천로 164(영천리 1022-2
- 우편번호: 515 805

## 관할 파출소 및 지구대
장성경찰서는 7개의 파출소를 산하에 두고 있다.
| 명칭       | 사진 | 주소               | 관할구역       | 치안센터          |
| ---------- | ---- | ------------------ | -------------- | ----------------- |
| 읍내파출소 |      | 장성읍 역전로 80   | 장성읍, 황룡면 | 황룡치안센터      |
| 삼계파출소 |      | 삼계면 사창로 58   | 삼계면, 동화면 | 동화치안센터      |
| 북일파출소 |      | 북일면 신흥로 410  | 북일면, 서삼면 | 서삼치안센터      |
| 북이파출소 |      | 북이면 갈재로 3    | 북이면         |                   |
| 북하파출소 |      | 북하면 백양로 896  | 북하면, 북상면 | 북상치안센터      |
| 삼서파출소 |      | 삼서면 해삼로 1163 | 삼서면         |                   |
| 진남파출소 |      | 남면 못재로 93     | 남면, 진원면   | 진원면 노사로 509 |

## 같이 보기
- 전라남도지방경찰청